# Jilian
Jilian (chinois : 季連 ; pinyin : Jìlián) est le premier souverain connu de l'ancien État chinois qui prendra plus tard le nom d'État de Chu. Il prend comme nom de clan Mi (芈), ce qui fait de lui le fondateur de la Maison Mi, qui va régner sur le Chu pendant plus de huit siècles.

## Ancêtres
D’après les légendes rapportées par Sima Qian dans le Shiji, Jilian serait un descendant du mythique Empereur jaune, et plus spécifiquement de son petit-fils et successeur Zhuanxu. L'arrière-petit-fils de Zhuanxu, Wuhui, aurait été nommé régulateur du feu par l'empereur Ku, qui lui aurait octroyé un fief du nom de Zhu Rong. Le fils de Wuhui, nommé Luzhong (chinois : 陸終), aurait eu six fils, tous nés par césarienne.  Jilian serait le plus jeune des six.

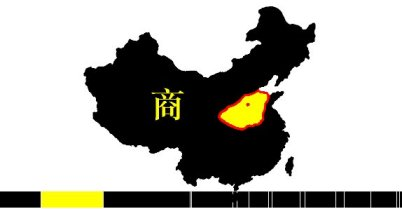
Dynastie Shang

D’après les recherches archéologiques et historiques, le Chu est probablement une confédération tribale autochtone influencée par la culture venue du Nord, qui émerge lorsque le contrôle de la dynastie Shang sur la région s'affaiblit, voire disparait  . À l'époque ou Jilian prend le contrôle de cet ensemble de tribus, le peuple Chu est installé le long des rives de la rivière Dan, dans le sud du Henan.

## Famille
Selon les Lamelles de bambou de Tsinghua, Jilian épouse Bi Zhui (妣隹), une petite-fille du roi Pan Geng de la dynastie Shang, avec qui il a deux fils : Yingbo et Yuanzhong (遠仲),. Cependant, selon le Shiji de Sima Qian, Jilian n'aurait eut qu'un seul fils, nommé Fuju (附沮).